# آنا شيشيروفا
آنا فلاديميروفنا شيشيروفا (الروسية : Анна Владимировна Чичерова؛ ولدت في 22 يوليو 1982 يريفان ، اتحاد الجمهوريات الاشتراكية السوفياتية هي لاعبة الوثب العالي الروسية وحاملة الميدالية الذهبية في دورة الألعاب الأولمبية لندن 2012 وبطولة العالم لألعاب القوى 2011 وحاصلة على الميدالية البرونزية في دورة الألعاب الأولمبية الصيفية 2008 فيما حالة في وصافة بطولة العالم في عامي 2007 و2009.

## البدايات
ولدت آنا في عام 1982 في يريفان في جمهورية أرمينيا الاشتراكية السوفياتية ، وبدأت اهتمامها في رياضة القفز في سن 7 سنوات بتوجيه من والدها فلاديمير شيشيروفا ، في عام 1992، بعد انهيار الاتحاد السوفياتي ، انتقلت الأسرة إلى بيلايا كاليتفا في المنطقة الروسية من روستوف ، في عام 1999 انضمت إلى أكاديمية الروسية الرياضية في موسكو ، حيث بدأت بالتعاون مع الكسندر فيتيسوف. حيث بدأت في منافسة لأول مرة في مناسبة الدولية كبرى في بطولة العالم للشباب لألعاب القوى 1999 في بيدغوز ، لتفوز باللقب مع قفزة قدرها (1.89 م) ، في العام التالي شاركة في بطولة العالم للناشئين لألعاب القوى 2000 في سانتياغو، شيلي في مسابقة فاز بها الكرواتية بلانكا فلاسيتش ولكنها لم تحقق قفزة كافيا تأهلها للحصول على أي ميدالية مع قفزة قدرها (1.85 م) في الوثب العالي ، أفضل رقم شخصي حققته هو (2،07 م) في بطولة العالم لألعاب القوى 2011 في مدينة دايغو ، كوريا الجنوبية